# Cyrtophora unicolor
Cyrtophora unicolor là một loài nhện trong họ Araneidae.
Loài này thuộc chi Cyrtophora. Cyrtophora unicolor được Carl Ludwig Doleschall miêu tả năm 1857.

## Hình ảnh

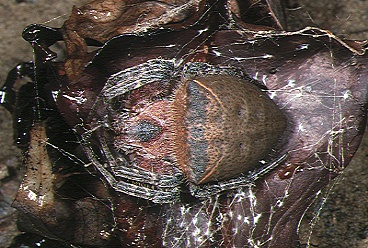
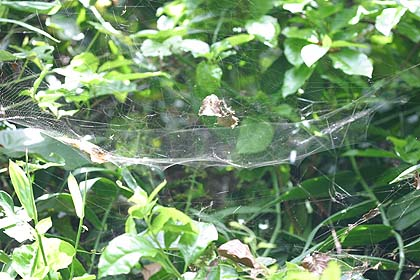